# Mohammad Hashem Cheshti
Mohammad Hashem Cheshti, auch Ustad Mohammad Hashem (* in Kabul; † 1994 in Deutschland), war ein afghanischer Komponist und Musiker. Er spielte Tabla, Sitar, Gitarre, Harmonium und Sarod und trug den Ehrentitel Ustad (Meister). 
1994 wurde er von einem seiner Schüler aus unbekanntem Grund in Deutschland ermordet. Er wurde in Bonn beerdigt.
Ustad Hashem gab zahlreiche Konzerte in Afghanistan, Iran, Tadschikistan, Pakistan, Indien sowie in Europa und den Vereinigten Staaten. Auf einer USA-Reise mit seinen Brüdern wurde 1977 bei einer Aufführung in New York die Sufi-inspirierte Komposition The Dance of the Wounded mitgeschnitten, die noch auf SoundCloud zu hören ist.